# Quattro donne aspettano
Quattro donne aspettano (Until They Sail) è un film del 1957 diretto da Robert Wise.

## Trama
Le quattro sorelle Leslie vivono nel piccolo paese di Christchurch, sulla costa della Nuova Zelanda. La prima guerra mondiale ha strappato loro il padre e il fratello maggiore e ora l'avvento del secondo conflitto minaccia di stravolgere ancora una volta la loro vita. La maggiore, Barbara, ha sposato un ragazzo del paese che è stato inviato a combattere al fronte. Anna, la secondogenita, ha conosciuto il capitano Bates, un ufficiale americano, ma anche lui è dovuto partire per la guerra. Delia, la terza, poiché nel paese non c'era più molto da scegliere, ha sposato un uomo qualunque senza amarlo.
Dopo poco tempo giunge la notizia che il marito di Barbara è morto in battaglia e la ragazza, rassegnata, si dedica ad Evelina, la minore delle sorelle. Anna intanto, ha partorito il figlio che aspettava dal capitano Bates, ma viene a sapere che anche lui è rimasto ucciso. Poiché il marito di Delia è dato per scomparso, lei ne approfitta per recarsi a Wellington e cominciare una vita fatta di vizi e piaceri. Alla fine della guerra Barbara conoscerà un altro ufficiale americano, il capitano Harding, dal passato difficile; Anna partirà per gli Stati Uniti per raggiungere i nonni del suo bambino mentre Delia verrà ritrovata dal marito geloso che sarà sconvolto dal suo comportamento.